# Bengt Eklund
Bengt Eklund, (Stockholm, 1925. január 18. – Stockholm, 1998. január 19.) svéd színész.

## Élete és pályafutása
Hosszú évekig a stockholmi Királyi Drámai Színház alkalmazásában állt, de emellett számos TV- és mozifilmben is szerepelt. Legemlékezetesebb alakításait Ingmar Bergman filmjeiben nyújtotta.
Felesége Fylgia Zadig színésznő volt, fia pedig a közgazdász Klas Eklund (1952).

## Fontosabb filmjei
- 1948: Kikötőváros - (Hamnstad) - Gösta
- 1948: Zene a sötétben (Musik i mörker) - Ebbe
- 1949: Szomjúság (Törst) - Raoul
- 1953: Egy nyár Mónikával (Sommaren med Monika) - Dolgozó a zöldségraktárnál
- 1968: Szégyen (Skammen) - Őr

## Fordítás
- Ez a szócikk részben vagy egészben  a   Bengt_Eklund című angol Wikipédia-szócikk fordításán alapul.  Az eredeti cikk szerkesztőit annak laptörténete sorolja fel. Ez a jelzés csupán a megfogalmazás eredetét és a szerzői jogokat jelzi, nem szolgál a cikkben szereplő információk forrásmegjelöléseként.